# Kloster St. Marienstern

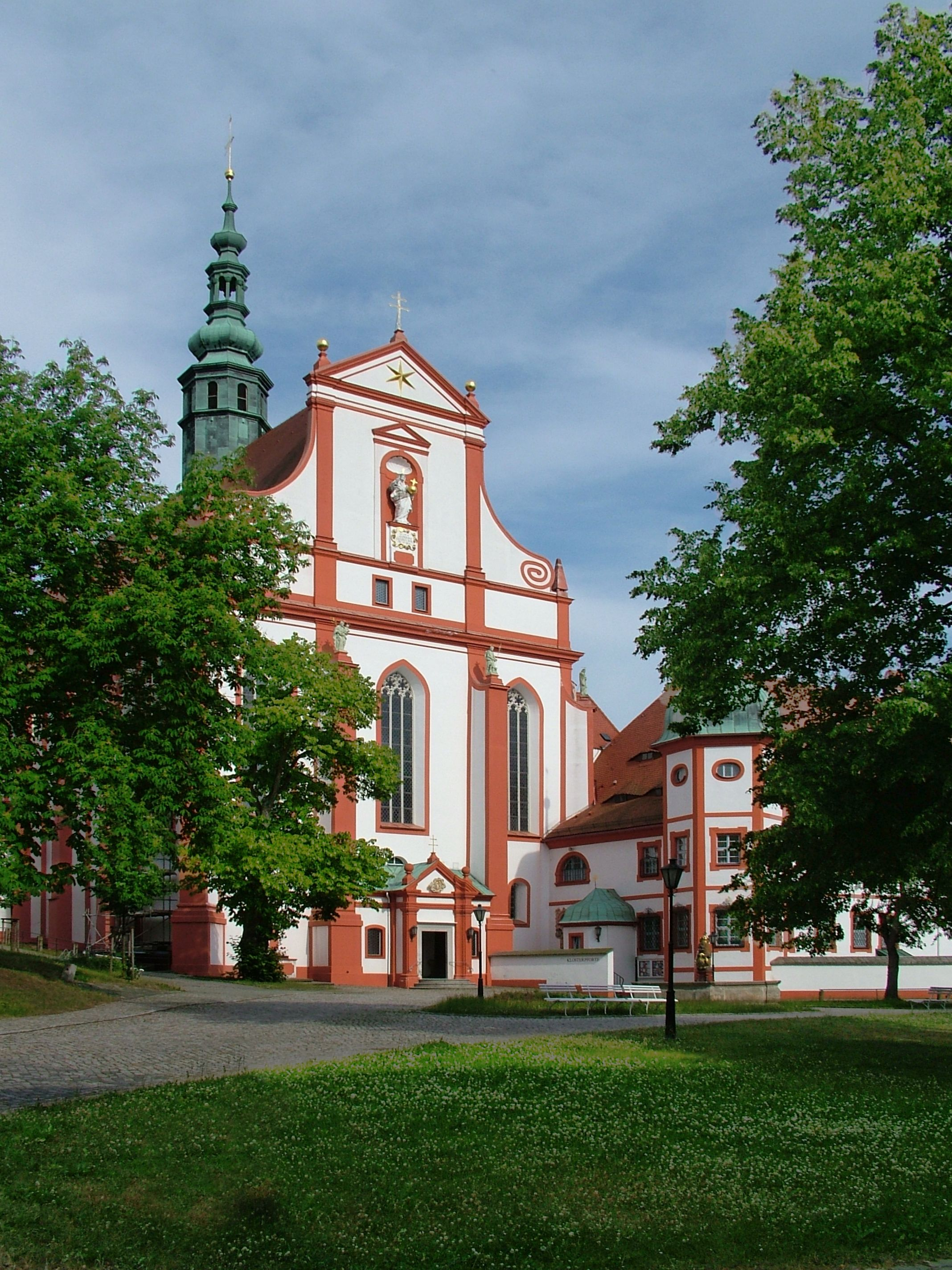
Kirche und Abtei (rechts)

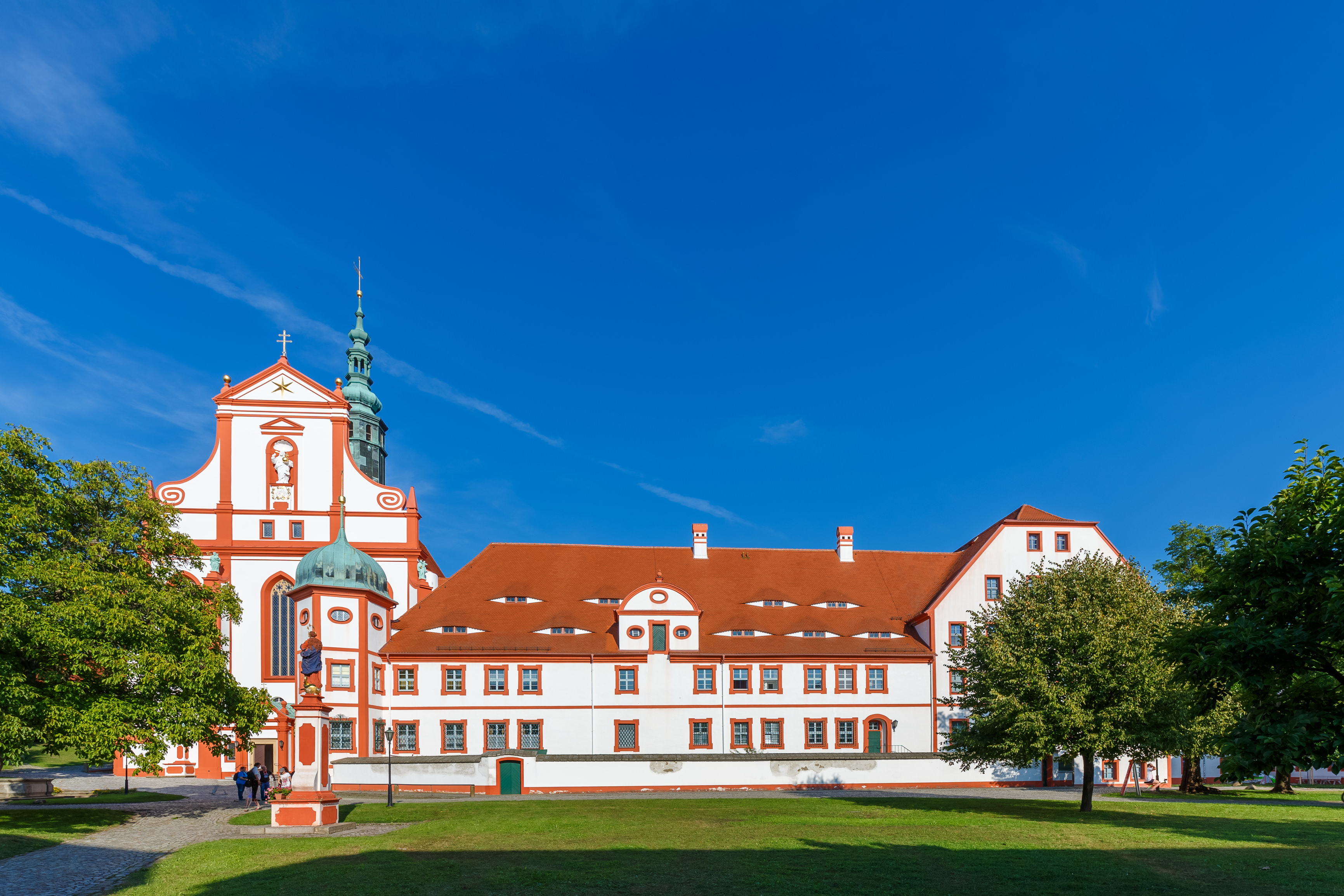
Das Kloster Sankt Marienstern (obersorbisch Klóšter Marijina Hwězda)

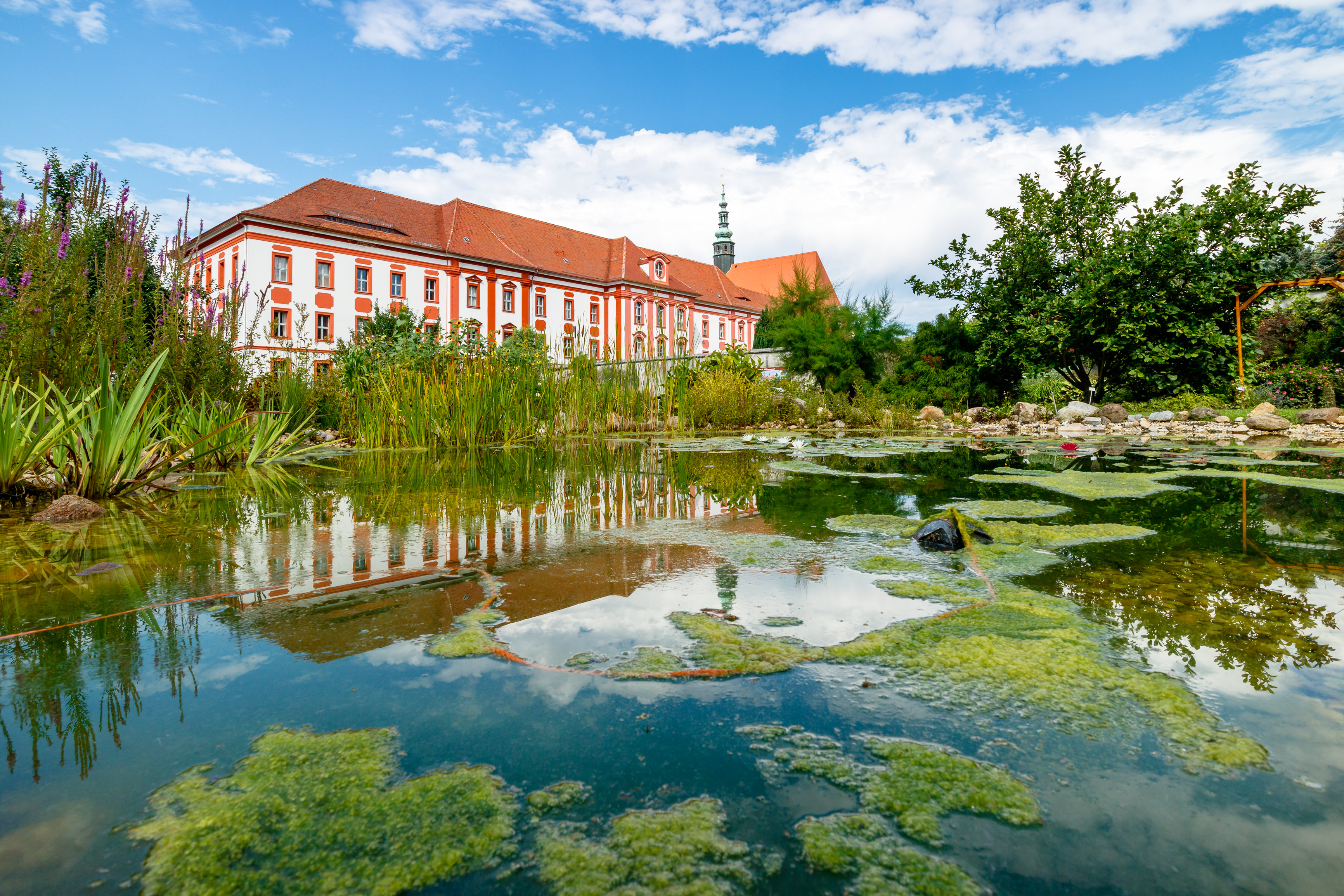
Ansicht aus dem Klostergarten

Das Kloster Sankt Marienstern (lateinisch Abbatia Stellae B.M.V.; obersorbisch Klóšter Marijina Hwězda) ist eine Zisterzienserinnen-Abtei und liegt in Panschwitz-Kuckau in der sächsischen Oberlausitz. Für die katholischen Christen der Gegend bildet St. Marienstern ein wichtiges kulturell-religiöses Zentrum.
Die Abtei gehört zu den wenigen Klöstern, die seit ihrer Gründung im Jahr 1248 ohne Unterbrechung bestehen. Durch diese Kontinuität, die relativ abgeschiedene Lage, die auch zur Bewahrung vor größeren kriegerischen Einwirkungen beitrug, sowie durch glückliche geschichtliche Fügungen – insbesondere den Traditionsrezess von 1635, der den Bestand im protestantischen Kurfürstentum Sachsen sicherte, und den Verbleib im Königreich Sachsen nach 1815 –, blieb im Kloster eine im deutschsprachigen Raum einzigartige klösterliche Ausstattung (Reliquien und Reliquiare, Vasa sacra, Handschriften) erhalten, deren Erwerb sich teilweise bis auf die Stifterfamilie zurückverfolgen lässt. Die erste Sächsische Landesausstellung, die 1998 in der Abtei stattfand, machte diese Schätze erstmals einer breiten Öffentlichkeit zugänglich.
2018 bilden zwölf Nonnen mit feierlicher Profess den Konvent, 2023 sind es zehn Nonnen. Äbtissin ist seit 2018 Gabriela Hesse OCist. Die Schwestern widmen sich neben dem feierlichen Stundengebet der Seelsorge, den Arbeiten in Haus und Garten sowie der Betreuung, Ausbildung und Beschäftigung behinderter Menschen.
Teile des Klosters sind öffentlich zugänglich – Klosterkirche, Klostergarten, Klostermuseum (Schatzkammer), Klostergaststätte und Klosterladen.

## Geschichte
Im Jahre 1248 starb Bernhard II. von Vesta aus der Familie der Schenken von Vargula, der sich nach seiner ausgedehnten Grundherrschaft um Kamenz im Siedlungsgebiet der Sorben „von Kamenz“ nannte. Seine drei Söhne Bernhard III. von Kamenz, Bernhard IV. und Withego I. sowie seine Töchter und die Ehefrau Mabilia folgten Bernhards II. Vermächtnis, stifteten das Kloster St. Marienstern und statteten es reich mit Grundbesitz aus. Die Gründung war zunächst auf Eigengütern bei Wittichenau vorgesehen, kam jedoch aufgrund familiärer Streitigkeiten nicht zustande. Der Gründungskonvent fand deshalb im Spital bei Kamenz statt, aus dem die selbstständigen Gemeinde Spittel entstand, welche im Gegensatz zur Stadt Kamenz lange Zeit katholisch blieb und erst 1903 zum Kamenz eingemeindet wurde. Im Jahr 1249 wurde die Klostergründung bischöflich bestätigt. 1264 erfolgte die Aufnahme des Klosters in den Zisterzienserorden. Es wurde unter die Aufsicht des Klosters Altzella bei Nossen gestellt. Die Markgrafen von Brandenburg, welche Bautzen und Görlitz als Lehen ihres Schwagers, des Königs von Böhmen besaßen, stellten die Abtei unter ihren Schutz.
Unter dem Propst und späteren Bischof von Meißen, Bernhard III. von Kamenz, war ab 1280 die Hauptbauzeit des Klosters auf dem Gebiet des heutigen Panschwitz-Kuckau. Bis zum Jahre 1285 gelangte die dazugehörige umfangreiche Grundherrschaft und deren Einnahmen in die Verwaltung des Klosters. Der Umzug vom Spital bei Kamenz in das neu errichtete Kloster erfolgte nach 1264, wahrscheinlich erst 1284.
Als 1318 König Johann von Böhmen die Herrschaft über die Oberlausitz erwarb, übernahm er auch den Schutz des Klosters. Während der Hussitenkriege wurde das Kloster im Zusammenhang mit der Belagerung von Kamenz am 7. Oktober 1429 von einer Abteilung der Streitmacht der böhmischen Hussiten geplündert und einer Brandschatzung unterzogen, als kein Lösegeld bezahlt wurde. Die Nonnen der Abtei waren vor der drohenden Gefahr in die naheliegende stark befestigte Sechsstadt Bautzen geflohen (siehe Literatur). Im Mittelalter erwarb St. Marienstern ausgedehnte Besitzungen (siehe „Klosterpflege“). Zur Ausübung dieser Herrschaft über den ausgedehnten Landbesitz der Grundherrschaft des Klosters und dessen Einnahmen ernannten die Äbtissinnen Klosterhofmeister, die dem Oberlausitzer Adel entstammten. Seit dem 15. Jahrhundert gehörte das Kloster zu den landtagsfähigen Ständen der Markgrafschaft Oberlausitz. Es wurde auf dem Landtag durch den Hofmeister vertreten.
Im Jahr 1539 hatten Nikolaus und Christoph von Metzradt, Vögte des Klosters zu Marienstern und Bernstadt, zwei Bauern aus Nieder-Kießdorf (Eigenscher Kreis) „wegen Ungehorsams“ gefangen genommen. Da Nieder-Kießdorf zu Görlitz gehörte und die Vögte trotz Aufforderung nicht zur Erklärung erschienen, fielen sie in die Acht. Das Kloster wiederum klagte daraufhin beim König. Nach dessen Schreiben an Görlitz, willigte Görlitz ungewöhnlicher Weise, wohl auch aus Respekt vor dem König, zu einem Vergleich ein. Johannes Hass, Paul Schneider und Peter Skorler wurden zu einem Schiedsgericht, bestehend aus Mathias von Salza, Seifart von Rabenau, Hieronymus Adam und Konrad Nesen (auch Niesenus) unter dem Vorsitz des Landvogts Zdislav Berka v. d. Duba, nach Bautzen entsandt. Am 19. August 1541 wurde eine friedliche Einigung urkundlich besiegelt. Dem Kloster wurde volle Kompetenz über den Eigenschen Kreis zugesprochen, wodurch der Ungehorsam, der zur Gefangennahme geführt hatte, „etwa als Verweigerung schuldiger Dienste“ aufgefasst wurde, und die Vögte wurden aus ihrer Acht befreit.
Die Reformationszeit überstand das Kloster, und ein Teil der unter dem Kirchenpatronat von St. Marienstern stehenden Pfarreien blieben römisch-katholisch. Mit der Stadt Bernstadt stritten die Äbtissinnen durch Jahrzehnte um die Konfessionssbindung der dortigen Stadtpfarrer, bis sich die evangelisch-lutherischen Bürger endgültig durchsetzten. Nach der Aufhebung des Klosters Altzella 1540 war es längere Zeit umstritten, wer die Visitation des Nonnenklosters und seiner Pfarrer übernehmen sollte. Ansprüche erhoben sowohl die Äbte des Klosters Neuzelle als auch der Domdekan von Bautzen, Johann Leisentrit. Ende des 16. und Anfang des 17. Jahrhunderts wurde Marienstern dann mehrfach durch die böhmischen Äbte von Strahov und Königsaal visitiert.
Während des Dreißigjährigen Krieges wurde das Kloster St. Marienstern von Truppen der evangelisch-lutherischen Schweden geplündert und beschädigt. Der Konvent floh ins Kloster Blesen (heute Bledzew in Polen). Nach dem Krieg kehrte der Konvent zurück und die Kriegsschäden wurden beseitigt. Der Traditionsrezess von 1635 sicherte den Fortbestand des katholischen Stifts unter der nun beginnenden Herrschaft der evangelisch-lutherischen Kurfürsten von Sachsen.
Mit der Krönung von Kurfürst Friedrich August I. von Sachsen als August II. zum König von Polen und dem damit verbundenen Übertritt der sächsischen Herrscherfamilie zum römisch-katholischen Glauben bestanden enge Verbindungen zwischen dem Kloster St. Marienstern und dem sächsischen Herrscherhaus. Während des Großen Nordischen Krieges floh der Konvent erneut aus St. Marienstern, diesmal nach Leitmeritz in Böhmen. Nach Kriegsende und Rückkehr der Nonnen erfolgte von 1716 bis 1732 der barocke Umbau der Klosteranlage.
Nach der Säkularisation des Klosters Neuzelle kam St. Marienstern unter die Aufsicht der Äbte des Klosters Osseg in Böhmen (heute Osek in Tschechien). Im Jahr 1826 wurde das St.-Josephs-Institut, eine Mädchenschule mit Internat gegründet. Von 1848 bis 1872, während des Endes der Erbuntertänigkeit nach dem Jahr 1848 und der Bauernbefreiung, kam es zu einer Ablösung der Klosterdörfer der Grundherrschaft von ihren finanziellen Verpflichtungen und Frondiensten. Die bäuerlichen Untertanen des Klosters konnten sich von der Erbuntertänigkeit und den Frondiensten über den Zeitraum von 20 Jahren hin freikaufen. Während der Revolution von 1848 forderten die sächsischen bürgerlichen Kreise vergeblich die Auflösung des Klosters St. Marienstern. 1871 wurde die päpstliche Klausur mit strengeren Regeln für das klösterliche Gemeinschaftsleben im Kloster eingeführt.
Nach Ende des Ersten Weltkriegs und dem Revolutionsjahr 1918 sowie dem Ende der Monarchie in Deutschland wurde 1923 in St. Marienstern die erste Diözesansynode des wiedererrichteten Bistums Meißen unter Leitung von Bischof Christian Schreiber abgehalten. Nach der Machtübernahme durch den Nationalsozialismus wurde die Klosterschule für Mädchen in St. Marienstern 1933 geschlossen. Im Zweiten Weltkrieg wurden im Kloster zunächst deutsche Umsiedler aus Bessarabien einquartiert. Später folgten weitere Kriegsflüchtlinge und Heimatvertriebene. 1945 flüchtete ein Teil des Konvents erneut ins böhmische Kloster Osseg. Das Kloster blieb auch nach Gründung der DDR 1949 bestehen. Seinen Grundbesitz brachte das Stift in die Kirchliche Land- und Forstwirtschaft ein, deren Verwaltung sämtliche Kirchengüter des Bistums Meißen unter der Schirmherrschaft des Bischofs bewirtschaftete. 1973 wurde im Kloster das Maria-Martha-Heim für behinderte Mädchen eröffnet.
Von 1966 bis 1998 wurde die gesamte Klosteranlage umfassend saniert und restauriert. 1998 fand hier anlässlich des 750. Gründungsjubiläums die erste Sächsische Landesausstellung „Zeit und Ewigkeit – 128 Tage“ statt. Für die Ausstellung und deren Besucher hatte der Konvent auch Teile der Klausur geöffnet.
Bis zuletzt gehörte die Abtei der 1923 gebildeten Böhmischen Zisterzienserkongregation vom „Reinsten Herzen Mariens“ (Congregatio Purissimi Cordis B.M.V.) an, zu der auch das 2008 geschlossene tschechische Kloster Osek gehörte, dessen Abt sie beaufsichtigte. Nach der Auflösung der Kongregation im Jahr 2014 wurde sie dem Generalabt des Zisterzienserordens direkt unterstellt und gehört keinem ordensinternen Klosterverband mehr an, bis 2022 mit den Frauenklöstern Helfta und St. Marienthal sowie dem Männerkloster Langwaden die Zisterzienserkongregation der heiligen Gertrud der Großen errichtet wurde. Erster Präses wurde Pater Bruno Robeck, Prior von Langwaden.

## Brauerei
1700 wurde die Klosterbrauerei St. Marienstern gegründet, die bis 1973 bestand. Die Produktion musste auf Weisung der DDR-Regierung eingestellt werden. Das heutige „Kloster St. Marienstern – Klosterbräu“ wird in Wittichenau hergestellt.

## Umwelt- und Lehrgarten
Der seit 1994 im Klostergarten bestehende Umwelt- und Lehrgarten des Klosters gehört zum Gartenkulturpfad beiderseits der Neiße.
Südlich der Klosteranlage, jenseits des Klosterwassers, entstand in der zweiten Hälfte des 19. Jahrhunderts der Lippepark. Der Name des Parks geht auf die dort gepflanzten Linden zurück, die im Sorbischen lipa heißen. Im Park befindet sich ein Denkmal an den sorbischen Dichter und Priester Jakub Bart-Ćišinski, das eine Station des Ćišinski-Pfads ist.

## Klosterpflege
Als Klosterpflege oder Grundherrschaft wurde die Verwaltung der großen Ländereien und deren Einnahmen bezeichnet, die sich ehemals im Besitz von St. Marienstern befanden und zu denen neben mehr als zwei Dutzend zumeist sorbischen Dörfern auch die beiden Landstädtchen Wittichenau und Bernstadt bis 1848 gehörten. Der Kern des damals klösterlichen Gebietes bestand aus dem reicheren „Oberland“ (Horjany) um Panschwitz, Crostwitz und Nebelschütz sowie dem ärmeren, weil weniger fruchtbaren „Niederland“ (Delany) zwischen Räckelwitz und Wittichenau. Die Unterscheidung und daraus resultierende kleine Rivalitäten bestehen noch heute.
Das Gebiet der ehemaligen Grundherrschaft des Klosters Sankt Marienstern deckte sich im Wesentlichen mit dem heutigen katholisch-sorbischen Kerngebiet in der Oberlausitz. Im Unterschied zum evangelisch-lutherischen Teil des sorbischen Siedlungsgebietes ist Sorbisch hier noch Alltagssprache der Bevölkerungsmehrheit.

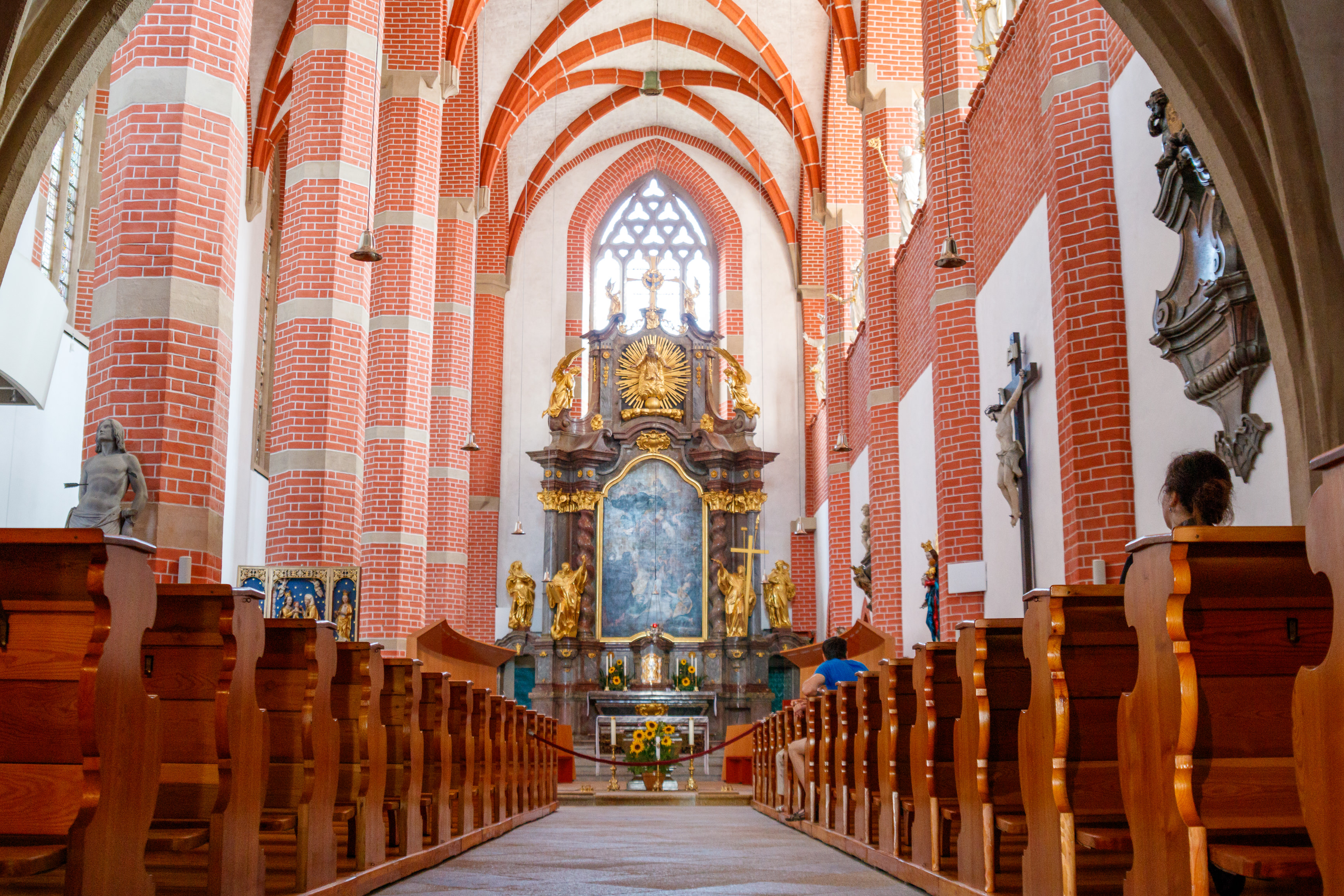
Innenansicht der Abteikirche

## Abteikirche
Die spätgotische Hallenkirche zählt zu den ältesten Gebäuden des Klosters. Der dreischiffige Bau wird durch sieben Joche gegliedert. Eine Besonderheit ist, dass der untere Teil des Südschiffes, der durch eine Mauer von der Kirche abgetrennt ist, gleichzeitig den nördlichen Flügel des Kreuzganges bildet, während sich auf dem oberen Teil die sogenannte Chorgasse befindet, die als Verbindungsgang zwischen den Wohnräumen der Schwestern und der Nonnenempore dient, die ihren Platz oberhalb des Kirchenportals im westlichen Mittelschiff hat. Das Kreuzrippengewölbe wird von zwei Reihen achteckiger, in Backstein im Wechsel mit Haustein gemauerter Pfeiler (ähnlich der Kirche in Neiße) getragen und ist mit teils reich verzierten Schlusssteinen versehen.

### Innere Ausstattung
- Hauptaltar Mariä Himmelfahrt: Marmor Architektur von Franz Lauermann aus Prag (1751); Gemälde Mariä Himmelfahrt Franz Xaver Karl Palko, vier Statuen der heiligen Benedikt, Bernhard, Katherine und Margarete von Ignaz Franz Platzer und seine Werkstatt.
- Drei Seitenaltäre: Vierzehn heiligen Nothelfer, St. Anna Selbstdritt und Himmelfahrt der hl. Maria Magdalene (um 1520). An der Empore: 12 hölzerne Statuen von Heiligen von Mathias Wenzel Jäckel (1718 und 1720).
- Relief von Strahlenkranzmadonna, 17. Jh.
- Grabplatten und Epitaphen: Bernhard III. von Kamenz und Heinrich von Kamenz (1629), Fürst Anton Egon von Fürstenberg († 1716) – Sarkophag mit Engelsfigürchen (Balthasar Permoser Umkreis)

### Orgel

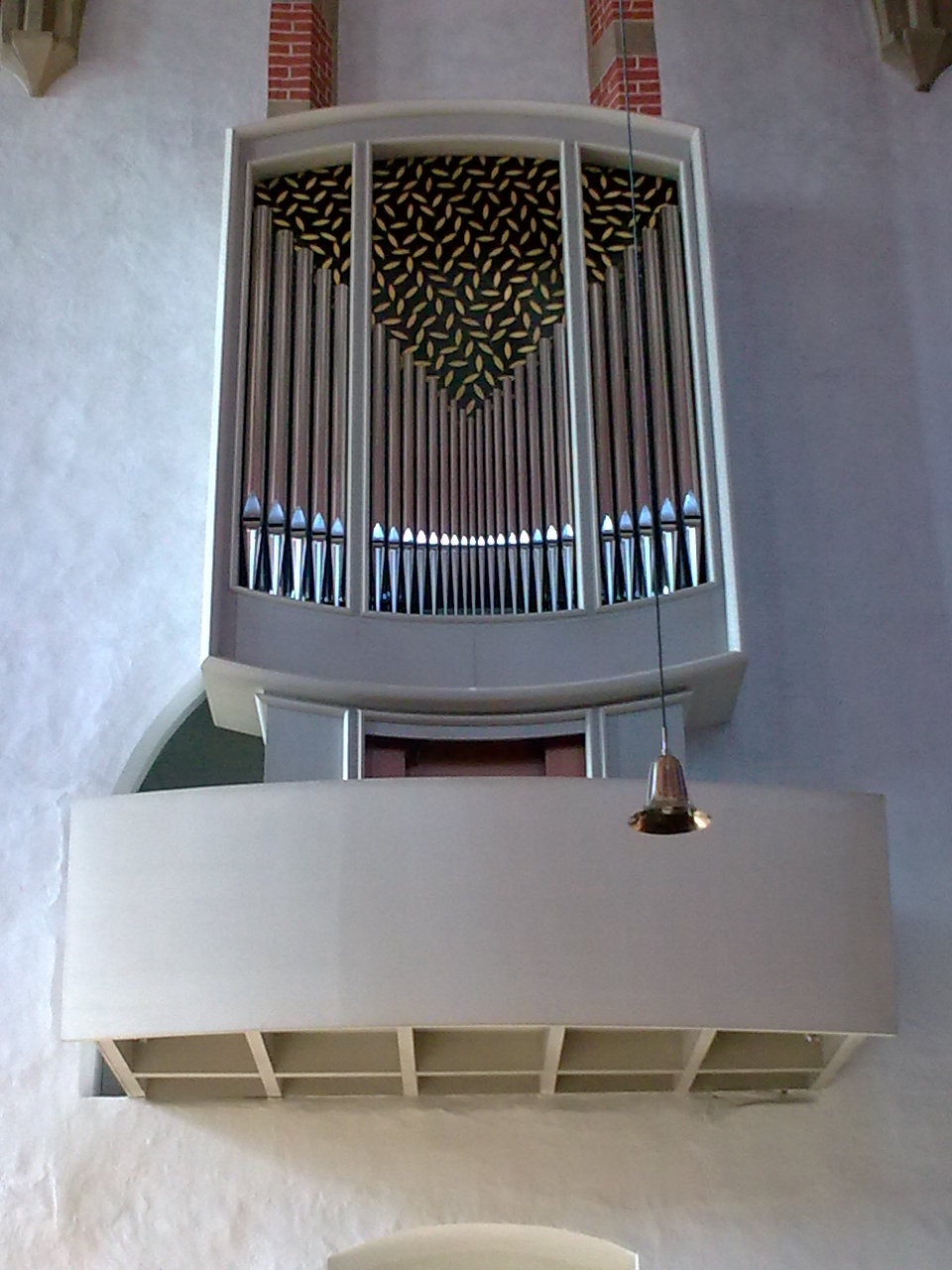
Orgel in der Klosterkirche

Die von der Firma Eule erbaute Orgel verfügt über 1326 Pfeifen in 20 Registern, verteilt auf zwei Manuale und Pedal. Sie wurde 1997 auf der Seitenempore gebaut und am 21. Oktober desselben Jahres eingeweiht. Zuvor wurde die Jehmlich-Orgel aus der Dresdener Hofkirche genutzt, die dem Kloster zum Dank für die während des Zweiten Weltkrieges in dessen Kreuzgang ausgelagerte Silbermann-Orgel zur Verfügung gestellt wurde.
Disposition
| I Hauptwerk C–g3 |      |
| Prinzipal        | 8′   |
| Rohrflöte        | 8′   |
| Oktave           | 4′   |
| Koppelflöte      | 4′   |
| Sesquialter II   | 2/3′ |
| Mixtur IV        | 2′   |
|                  |      |
| Tremulant        |      |

| II Hinterwerk C–g3 |       |
| Gedackt            | 8′    |
| Viola da Gamba     | 8′    |
| Flauto amabile     | 8′    |
| Spitzflöte         | 4′    |
| Flauto dolce       | 4′    |
| Gemshorn           | 2′    |
| Terz               | 13/5′ |
| Zimbel III         | 1/3′  |
| Vox humana         | 8′    |
|                    |       |
| Tremulant          |       |

| Pedal c–f1 |     |
| Subbaß     | 16′ |
| Oktavbaß   | 8′  |
| Baßflöte   | 8′  |
| Choralbaß  | 4′  |
| Fagott     | 16′ |

- Koppeln (als Züge und Tritte in Wechselwirkung): II-I, I-P, II-P

## Klosterschatz
Bereits zu Zeiten seiner Gründung konnte das Kloster dank der ausgezeichneten Verbindungen Bernhards von Kamenz nach Rom und zum böhmischen Hof eine größere Anzahl von liturgischen Gerätschaften, Reliquien und Reliquiaren erwerben. Bemerkenswert sind eine Staurothek aus dem 11. Jahrhundert, die bis 1724 ein Stück des heiligen Kreuzes verwahrte und danach weiter als Stifterreliquie verehrt wurde, sowie ein vergoldetes und mit Edelsteinen besetztes Kopfreliquiar des heiligen Jakobus des Älteren und ein Reliquiar mit Marmorbüste des lehrenden Jesusknaben von Nicola Pisano aus dem 13. Jahrhundert. Seit 1999 können die herausragenden kunstgeschichtlichen Objekte in der Schatzkammer des Klosters besichtigt werden.

## Äbtissinnen
Die Jahreszahlen in der folgenden Liste entsprechen der urkundlichen Bezeugung der jeweiligen Äbtissin, nicht zwangsläufig der vollständigen Regierungszeit.
- 01. Mabilia von Kamenz, (urkundlich nicht bezeugt)
- 02. Agnes von Kamenz, (urkundlich nicht bezeugt)
- 03. Elisabeth von Crostwitz, 1264–1292
- 04. Kunigunde, 1301–1317
- 05. Utha (Ottilia), 1333
- 06. Adelheid von Colditz, 1334–1355
- 07. Mofka (Monica) von Colditz, 1365–1374
- 08. Amabilia von Colditz, 1374–1377
- 09. Anna von Camenz, 1382–1388
- 10. Sophia von Leisnig, 1405–1426
- 11. Eneda von Waldow, 1426–1433
- 12. Elisabeth von Lobkowitz (?), 1435–1444
- 12a. Barbara, 1456 (Tod urkundlich bezeugt)
- 13. Barbara von Nostitz, 1456–1487
- 14. Elisabeth von Haugwitz, 1491–1515
- 15. Elisabeth von Temritz, 1515–1523
- 16. Margareta von Metzrad, 1524–1543
- 17. Elisabeth von Schreibersdorff, 1544–1551
- 18. Anna von Loeben, 1551–1554
- 19. Anna von Baudissin, 1554–1565
- 20. Christina von Baudissin, 1565–1576
- 21. Lucia Günther, 1576–1584 (Absetzung)
- 22. Christina Kromer, 1584–1592
- 21a. Lucia Günther, 1592–1606
- 23. Katharina Kodizin, 1606–1619
- 24. Ursula Weishaupt, 1619–1623
- 25. Dorothea Schubert, 1623–1639
- 26. Anna Margareta Dorn, 1639–1664
- 27. Katharina Benada, 1664–1697
- 28. Ottilia Hentschel, 1697–1710
- 29. Cordula Sommer, 1710–1746
- 30. Josepha Elger, 1746–1762
- 31. Klara Trautmann, 1762–1782
- 32. Bernharda Kellner, 1782–1798
- 33. Vinzentia Marschner, 1799–1828
- 34. Benedikta Göhler, 1830–1856
- 35. Edmunda May, 1856–1874
- 36. Kordula Ulbrich, 1874–1882
- 37. Bernharda Kasper, 1883–1909
- 38. Anna Lang, 1909–1927
- 39. Bernarda Sterz, 1927–1935
- 40. Catharina Pischel, 1935–1954
- 41. Anna Meier, 1954–1986
- 42. Benedicta Waurick, 1986–2011
- 43. Philippa Kraft, 2011–2017[15]
- 44. Gabriela Hesse, seit 2018

## Galerie

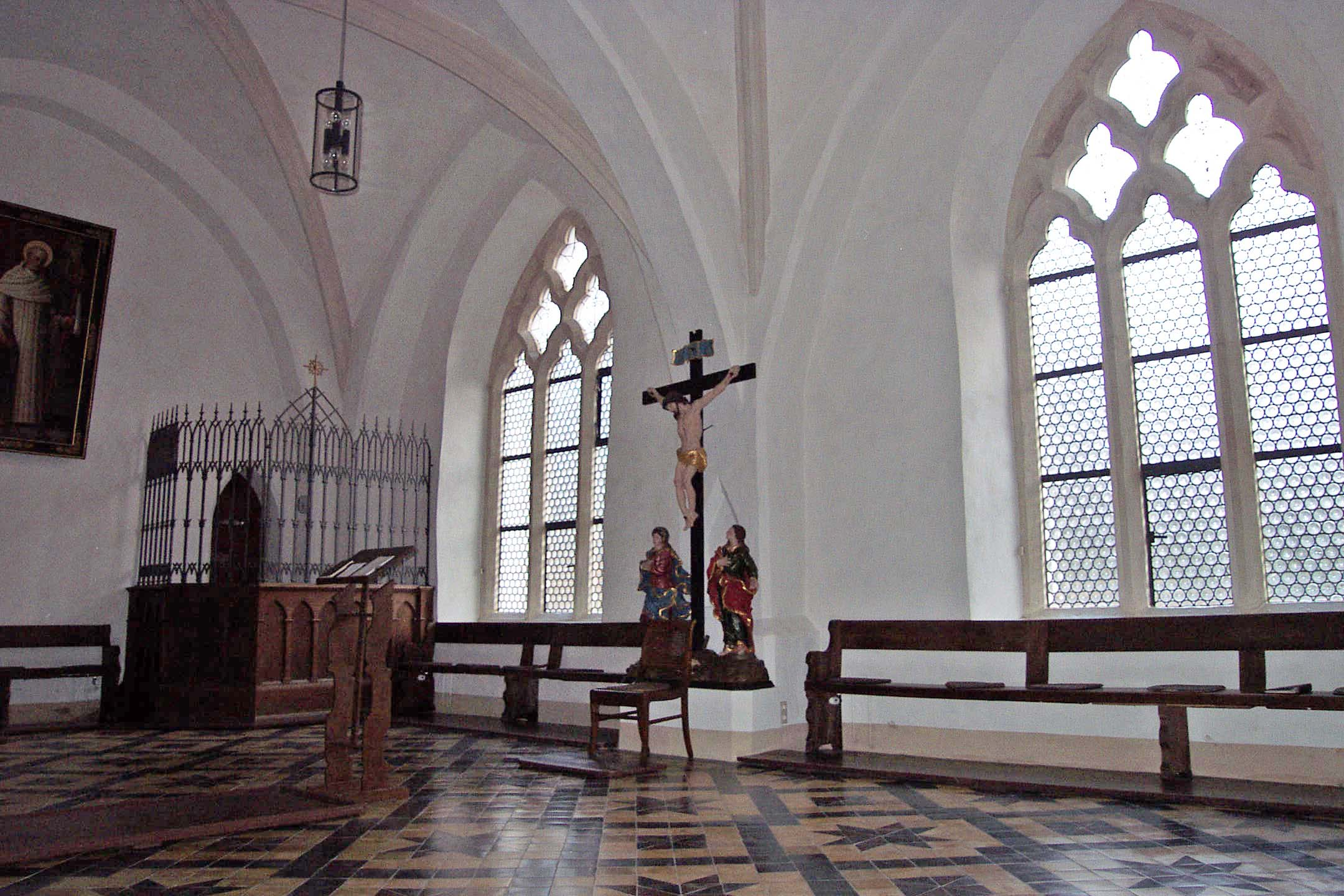
Kapitelsaal
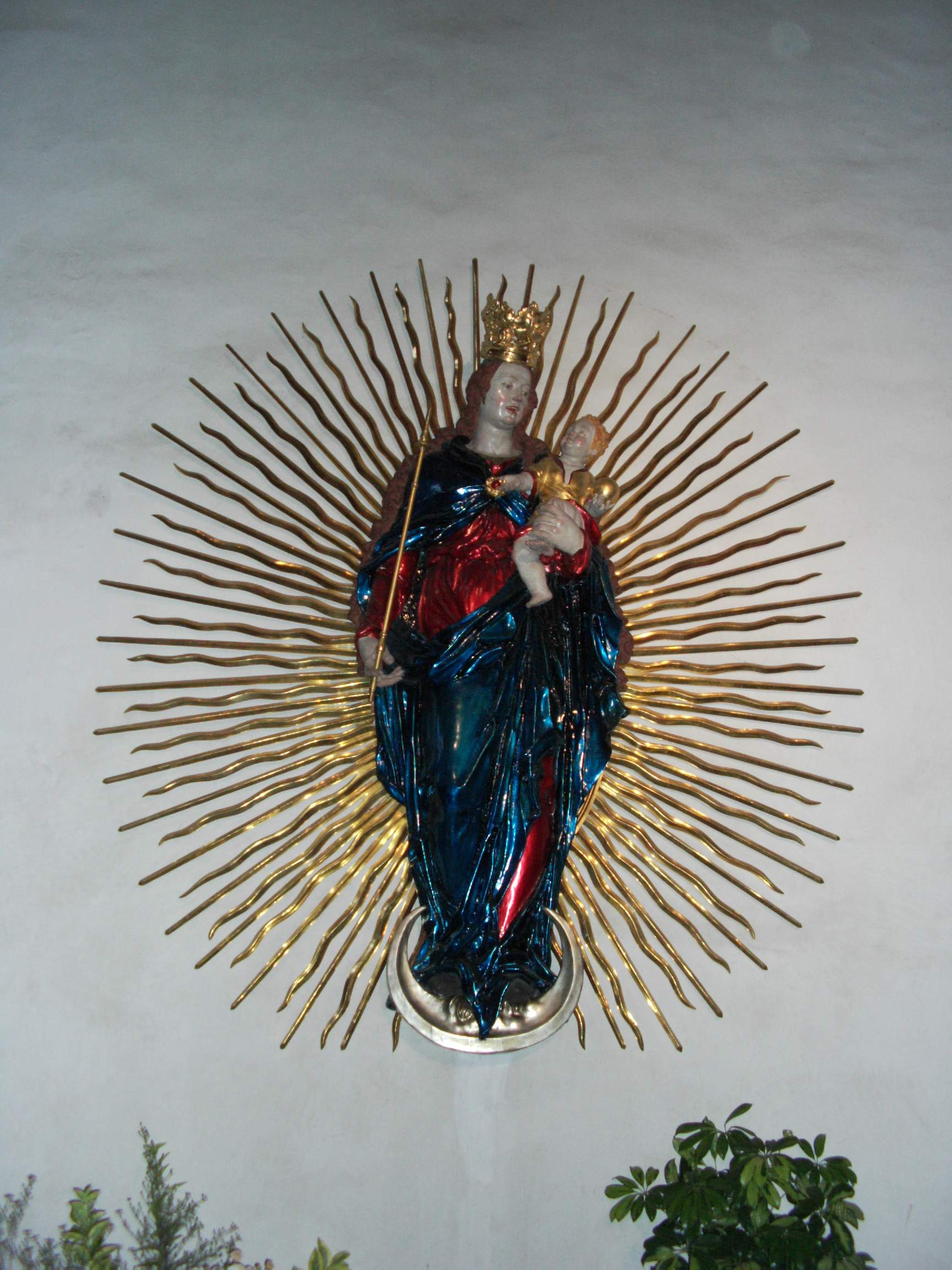
Strahlenkranzmadonna
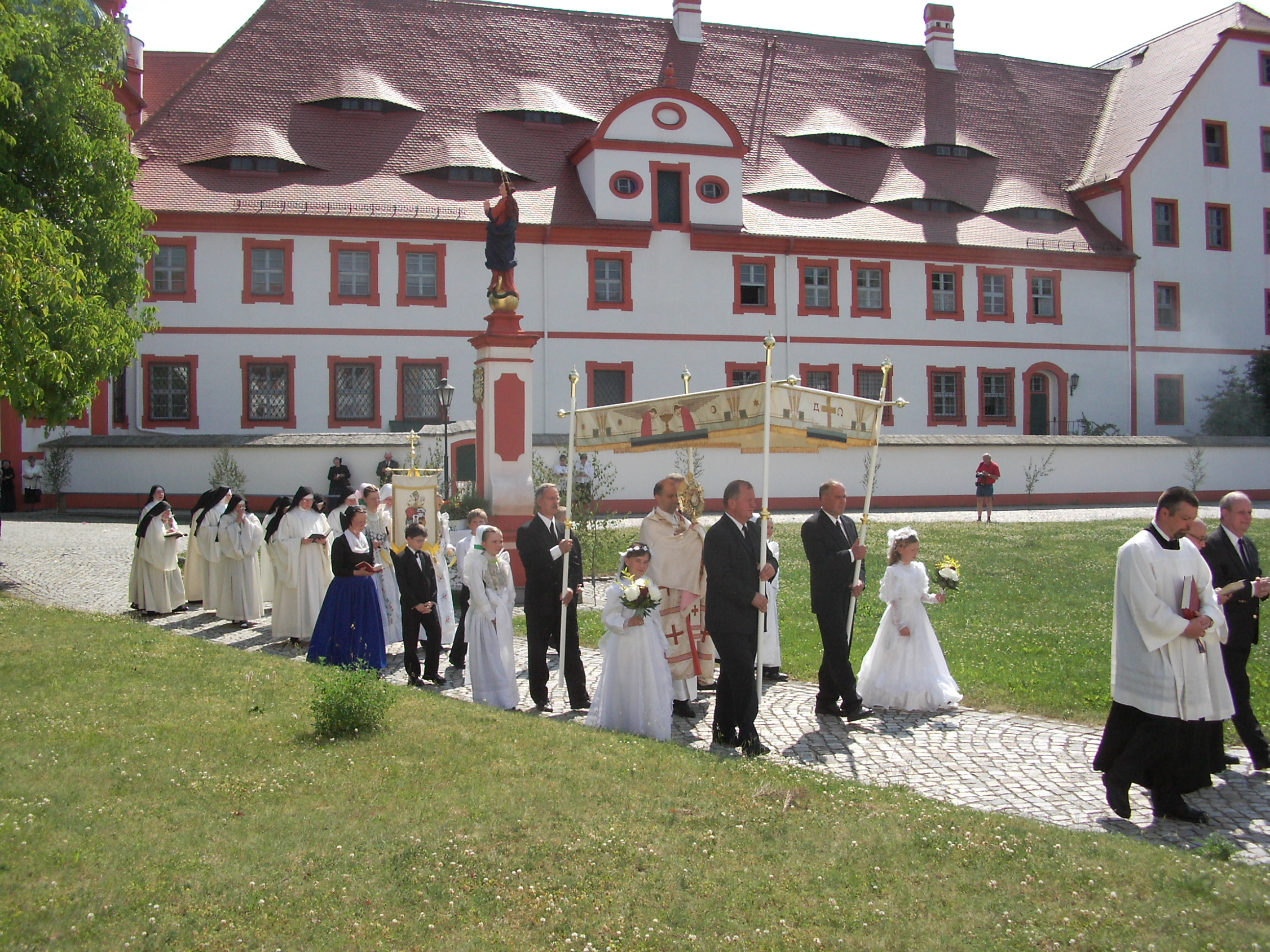
Fronleichnam
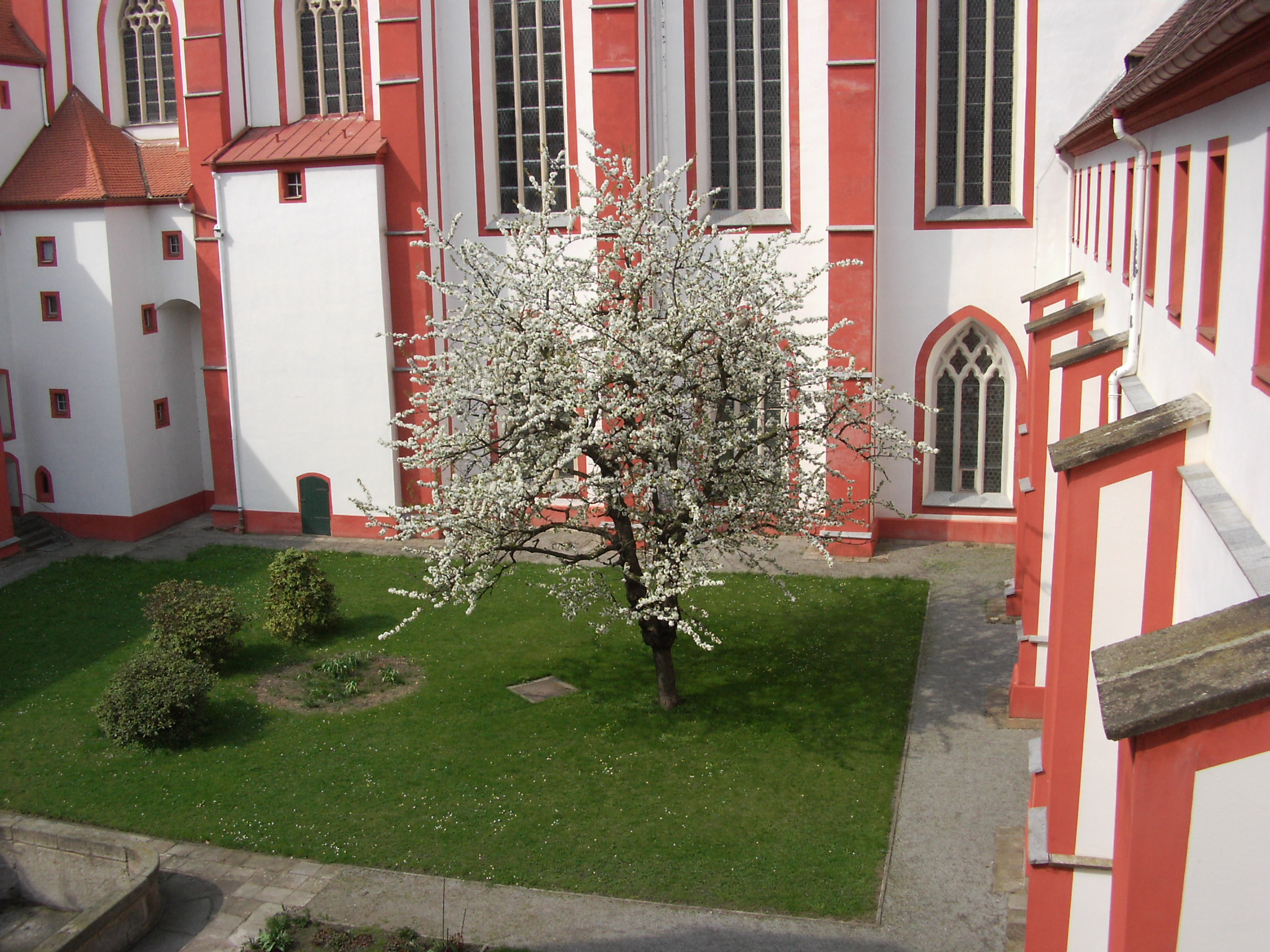
Kreuzgarten
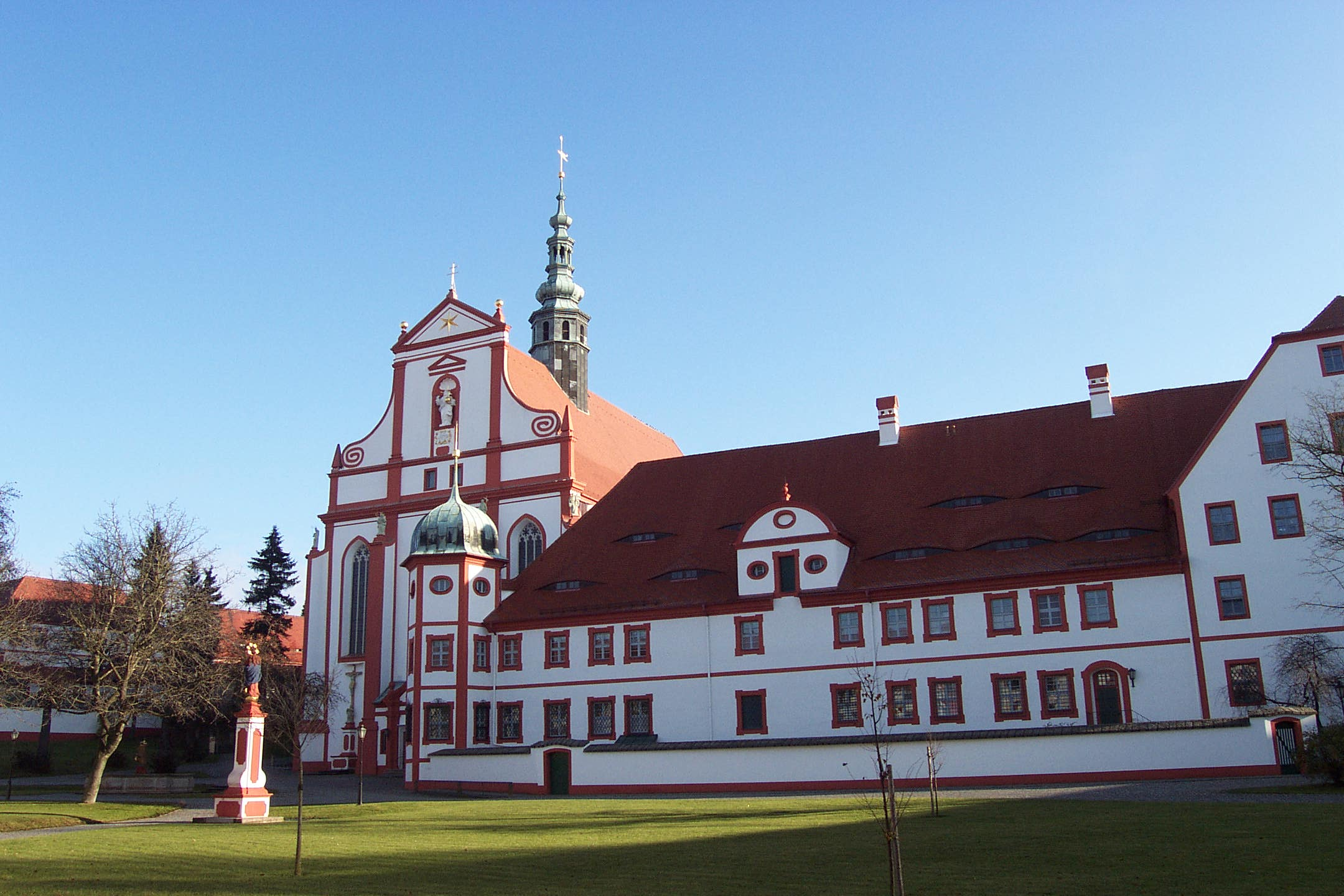
Kirche und Abtei
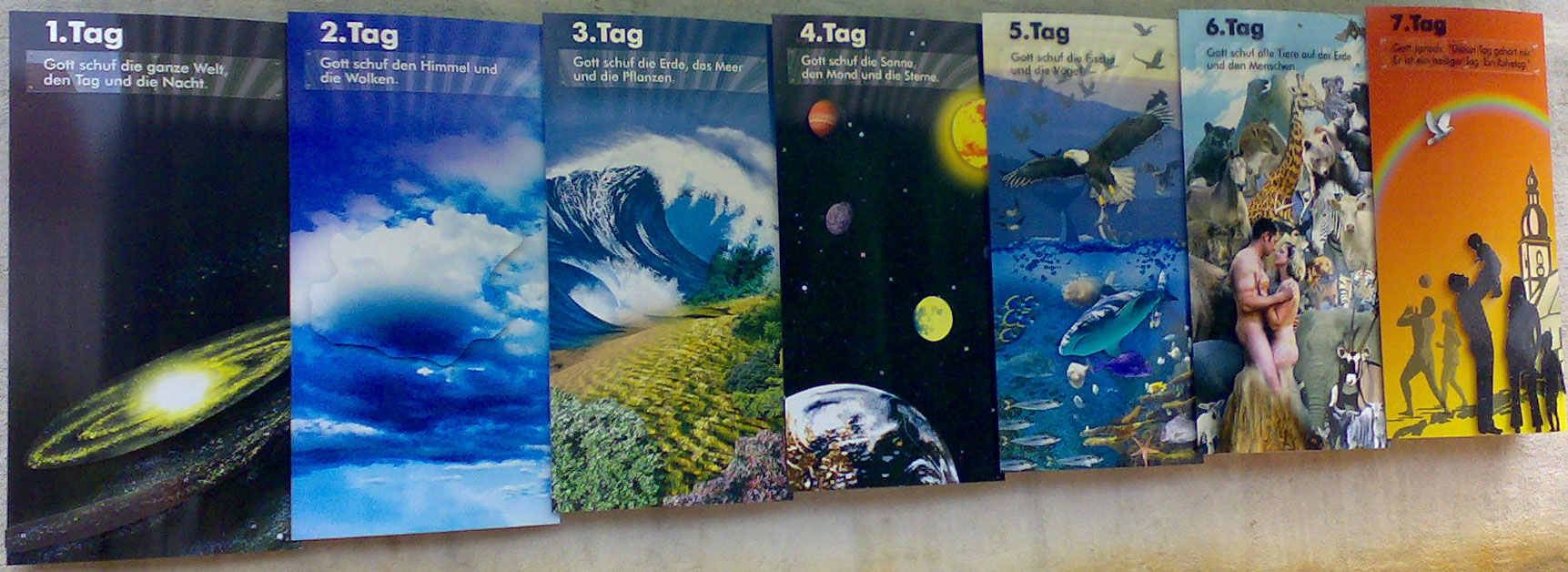
Illustration der Schöpfungslehre im Klostergarten